# IC 779
IC 779 ist eine elliptische Zwerggalaxie vom Hubble-Typ dE im Sternbild Coma Berenices am Nordsternhimmel. Sie ist schätzungsweise 10 Millionen Lichtjahre von der Milchstraße entfernt und hat einen Durchmesser von etwa 2.000 Lichtjahren. Die Entfernungsmessungen basierend auf den Radialgeschwindigkeiten stimmen nicht mit den rotverschiebungsunabhängigen Entfernungsschätzungen von 54 ± 9 Millionen Lichtjahren überein. Gemeinsam mit dreizehn weiteren Galaxien bildet sie die NGC 4631-Gruppe (LGG 291).

Im selben Himmelsareal befinden sich u. a. die Galaxien NGC 4245, NGC 4253, NGC 4272, NGC 4274.
Das Objekt wurde am 16. Mai 1866 vom US-amerikanischen Astronomen Truman Henry Safford entdeckt.